# Épenthèse
En linguistique, l’épenthèse est l'insertion dans la parole d'un son (phonème) supplémentaire qui permet de clarifier, de faciliter ou de rendre plus « naturelle » l'élocution. Un exemple en français est le « -t- » euphonique (t euphonique) de « va-t-on » ou « y a-t-il ».
Il s'agit, techniquement, d'une modification phonétique de type métaplasme qui consiste en l'apparition, à l'intérieur d'un mot ou groupe de mots, d'un phonème adventice qui n'a pas d'origine étymologique. Le phénomène contraire est la suppression de phonèmes par amuïssement ou syncope.
L'épenthèse peut avoir lieu au cours du temps comme phénomène d'évolution phonétique. Elle peut aussi se produire occasionnellement comme modification phonétique ponctuelle au cours de la parole : elle peut même être délibérée et constitue alors une figure de style.

## Étymologie
Le terme « épenthèse » (substantif féminin) vient du grec ancien : ἐπένθεσις, epénthesis signifiant « insertion », « intercalation d'une lettre ». Le synonyme latin est adjectio.

## Phonétique
Pour le dictionnaire Robert, « l'épenthèse se produit pour adoucir des articulations que la langue n'a pas l'habitude de prononcer ». Le phonème épenthétique s'intercale le plus souvent entre deux consonnes et emprunte certains traits (point d'articulation, mode d'articulation, voisement) du phonème d'avant et du phonème d'après.
L'origine du mot français « chambre » fournit un exemple d'épenthèse en diachronie. Le latin parlé dans l'Empire romain aux premiers siècles de notre ère perd son unité linguistique. En Gaule apparaît un amuïssement du /e/ en syllabe non accentuée. Le mot « camera », prononcé /kamera/ en latin classique, s'affaiblit en /kamra/, mettant ainsi en présence les deux consonnes /m/ et /r/. Une consonne de transition /b/ est naturellement prononcée par les locuteurs (il est en effet très difficile, en français, de prononcer à haute voix un mot tel que « camra » sans qu'un /b/ apparaisse entre /m/ et /r/). La consonne épenthétique /b/ emprunte au /m/, qui précède son point d'articulation bilabial et son mode d'articulation occlusif, et au /r/ qui suit le fait de ne pas être une nasale (sinon, on resterait sur /m/ qui est nasal et labial) et d'être sonore (sinon, l'épenthèse serait un /p/ qui est sourd et labial)
Le même phénomène s'observe dans l'évolution du latin numerus vers le français « nombre » ou, avec un « d » épenthétique, celle du latin ponere vers le français « pondre ».
La difficulté articulatoire est également la cause de l'épenthèse en synchronie, avec les mêmes résultats. Par exemple, une consonne épenthétique /b/ de transition peut se faire entendre entre les deux mots du syntagme phonème vocalique : /fɔnɛmbvokalik/. Le /b/ emprunte au /m/, qui précède son point d'articulation bilabial et son mode d'articulation occlusif, et au /v/, qui suit le fait de ne pas être une nasale.
Lorsqu'une voyelle s'intercale entre deux consonnes, on parle plutôt de svarabhakti. Les deux phénomènes sont couverts par le terme d'anaptyxe.

## Stylistique
L'épenthèse comme figure de style par adjonction d'un phonème ou d'une syllabe à l'intérieur d'un mot, de manière à en faciliter l'articulation ou à produire des effets stylistiques particuliers : métriques, rythmiques et surtout humoristiques et satiriques.
Elle peut également, dans la langue parlée, servir à faciliter la prononciation d'un mot : ainsi, dans le midi de la France, prononcera-t-on souvent le mot pneu non pas 
/pnø/ comme en français standard mais /pənœ/. Dans ce cas, le /ə/ intercalaire facilite la réalisation de la difficile succession consonnantique /pn/.
L'épenthèse est distincte du pataquès, qui est une erreur et non une altération stylistique (ex. : « Ça l'a suscité des réactions »).

### Exemples en littérature française
« Merdre ! »

— Alfred Jarry, Ubu roi
Le redoublement du phonème r par le Père Ubu entraîne une distorsion du mot merde originel et donc un effet comique.

« Tout le monde il est là

le marchand le passant

le parent le zenfant

le méchant le zagent. »

— Jean Tardieu, Étude de voix d'enfant
L'épenthèse reproduit ici un pataquès fréquent dans le langage enfantin en en faisant un usage stylistique.

### Figures proches
- Figure « mère » : répétition, métaplasme
- Figure « fille » :  aucun
- Paronyme : aucun
- Synonyme : aucun
- Antonymes  : syncope, amuïssement

## En wallon
Les dialectes wallons du centre, de l'est et partiellement du sud rajoutent obligatoirement une voyelle épenthétique i [ɪ] ou [i], u [y] ou ë [œ] (selon les régions) entre le son [s] initial d'un mot et la consonne qui suit lorsque le mot précédant termine par une consonne. Exemples :
- Li spale [lɪ spal] (L'épaule), mais ene sipale [ɛn sɪ.ˈpal] (une épaule).
- Dji scrî [ʤɪ skʀiː] (J'écris), mais ele sicrît [ɛl sɪ.ˈkʀiː] (ele écrit).
- On spot [ɔ̃ spɔ] (Un proverbe), mais cwate sipots [kwat sɪ.ˈpɔ] (quatre proverbes).